# Monocercops actinosema
Monocercops actinosema är en fjärilsart som först beskrevs av Turner 1923.  Monocercops actinosema ingår i släktet Monocercops och familjen styltmalar. Inga underarter finns listade i Catalogue of Life.